# Engadine Express
De Engadine Expressen waren nachttreinen die vanaf eind 19e eeuw door de Compagnie Internationale des Wagons-Lits (CIWL) werden ingezet om Britse toeristen naar de Zwitserse toeristencentra te vervoeren.

## CIWL

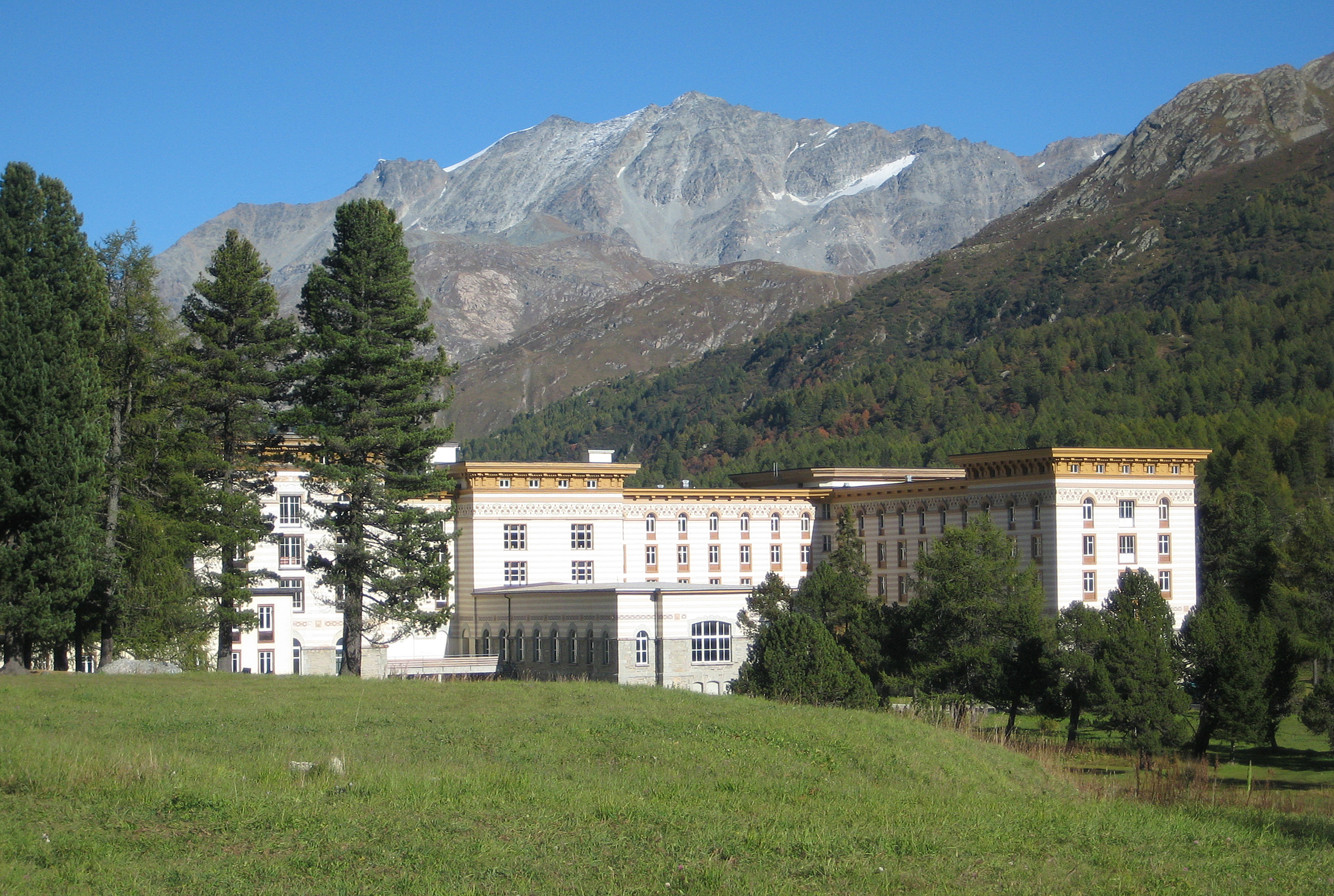
Hotel Maloja Palace

Nadat in de zomer van 1891 de Suisse Express twee maanden gereden had ging de CIWL in 1895 van start met een grootschalige aanpak van het toerisme naar Zwitserland. Het hotelbedrijf van de CIWL, de CIGH, opende in het Engadin het Maloja Palace Hotel om de toeristen ook op de plaats van bestemming een goede accommodatie te bieden. De trein werd in Bazel gesplitst in/samengevoegd uit rijtuigen voor de verschillende richtingen. De Calais-Interlaken-Engadine Express vervoerde vanaf 6 juli 1895 in de zomermaanden de Britse toeristen naar het Berner Oberland (Interlaken) en Graubünden (Chur). Van Chur moest de reis per postkoets worden voortgezet naar het nog 100 km verder gelegen Maloja. In 1897 is Luzern toegevoegd aan de bestemmingen en reed de trein onder de naam Calais-Interlaken-Lucerne-Engadine Express. In 1898 werd het Calais-Lucerne-Engadine Express nadat Interlaken geschrapt was. Vanaf toen werd in Chur overgestapt op de Rhätische Bahn die het vervoer tot Thusis verzorgde zodat nog 73 km postkoets overbleef.

### Route en Dienstregeling 1898
| BL    | LC    | land                | station         | km | CL    | LB    |
| ----- | ----- | ------------------- | --------------- | -- | ----- | ----- |
|       | 11:00 | Verenigd Koninkrijk | Londen          |    | 16:30 |       |
|       | 14:45 | Frankrijk           | Calais Maritime |    | 12:43 |       |
|       | 16:10 | Frankrijk           | Lille           |    | ↑     |       |
|       | 19:48 | Frankrijk           | Reims           |    | 08:00 |       |
|       | 20:43 | Frankrijk           | Chalons         |    | 07:03 |       |
|       | 01:33 | Frankrijk           | Belfort         |    | 02:13 |       |
|       | 03:05 | Frankrijk           | Delle           |    | 01:41 |       |
|       | 04:03 | Zwitserland         | Delémont        |    | 01:20 |       |
| 05:40 | 05:03 | Zwitserland         | Bazel           |    | 00:20 | 23:43 |
| 07:44 | ↓     | Zwitserland         | Luzern          |    | ↑     | 21:45 |
|       | 07:12 | Zwitserland         | Zürich          |    | 22:00 |       |
|       | 09:11 | Zwitserland         | Sargans         |    | ↑     |       |
|       | 09:19 | Zwitserland         | Ragaz           |    | 19:50 |       |
|       | 09:29 | Zwitserland         | Landquart       |    | 19:41 |       |
|       | 09:48 | Zwitserland         | Chur            |    | 19:23 |       |

In 1899 werd Interlaken weer opgenomen als een van de bestemmingen en reed de trein gedurende twee jaar als Calais-Lucerne-Interlaken-Engadine Express. In 1901 werd gereden tussen Parijs en Zwitserland als Paris-Lucerne-Engadine Express.

### Route en Dienstregeling 1901
| PC    | land        | station | km | CP    |
| ----- | ----------- | ------- | -- | ----- |
| 18:50 | Frankrijk   | Paris   |    | 08:40 |
| 04:50 | Zwitserland | Bazel   |    | 00:20 |
| 08:10 | Zwitserland | Luzern  |    | 21:53 |
| 09:44 | Zwitserland | Chur    |    | 19:25 |

In 1902 werd de trein uiteindelijk Engadine Express genoemd, naar de enige bestemming waar hij nooit zou komen. De treinen van de CIWL konden niet verder rijden dan Chur waar overgestapt moest worden. De aansluitende Rhätische Bahn, met meterspoor, bereikte pas in 1904 Sankt Moritz in het Engadin, maar de laatste 11 km naar Maloja moesten nog steeds per postkoets worden afgelegd. De geplande spoorlijn van St. Moritz naar Maloja is nooit aangelegd. De trein reed nu zowel vanuit Parijs als uit Calais naar Chur.

## Winter
Na de voltooiing van de spoorlijn naar St.Moritz was het mogelijk om het Engadin ook 's winters te bereiken en vanaf 1905 reed de Engadine Express dan ook het hele jaar door. Vanaf 1907 werd in Zürich een doorgaand rijtuig van/naar Neurenberg aan/afgekoppeld. In 1911 kwam er nog een tak uit Duitsland bij die onder de naam Berlin Engadin Express tussen Berlijn en Bazel reed, waar de trein werd samengevoegd/gesplitst.

## Pullman
Na de Eerste Wereldoorlog werd de Engadine Express op 1 juli 1925 weer in de dienstregeling opgenomen als Pullmantrein.